# Ajuntament-escoles de Santa Pau
Ajuntament-escoles de Santa Pau és una obra de Santa Pau (Garrotxa) inclosa a l'Inventari del Patrimoni Arquitectònic de Catalunya.

## Descripció
És un casal de planta rectangular amb un cos davant, avançat, format per una torre central de planta quadrada i dos porxos damunt els quals n'hi ha les terrasses. Actualment, els angles de la casa estan fets de carreus i la resta d'arrebossat pintat amb blanc. El teulat és pla, fent excepció al de la torre que disposa de teulat a quatre aigües. El casal, que inicialment era residència particular, va ser construït l'any 1928 seguint un estil eclèctic; més tard va acollir les dependències de l'Ajuntament i d'una escola bressol.

## Història
La Vila de Sant Pau deu la seva empenta constructiva als barons. A finals de l'època feudal, es va construir tot el reducte fortificat, amb les muralles, el castell, la plaça porticada, etc. Poc després es va bastir la Vila Nova, fora de les muralles. Al segle xviii, la vila s'amplià més enllà del riu, formant els carrers del Pont i de Sant Roc. Durant el segle xix es bastiren quasi totes les cases del carrer nou. L'actual Ajuntament n'és una excepció en mig de cases de carreus ben tallats i boniques llindes treballades.